# Enfoque a infinito

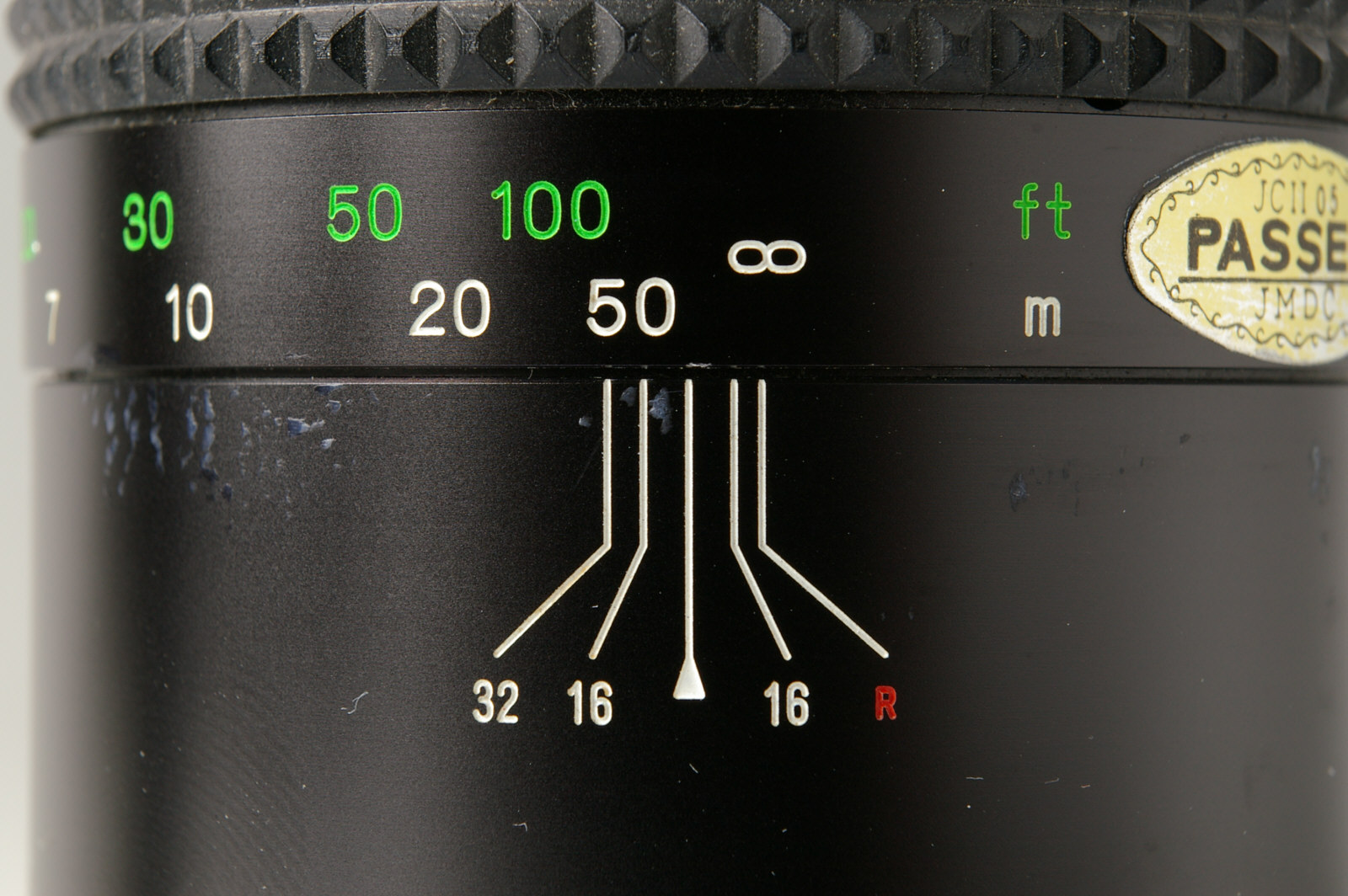
Enfoque a infinito marcado como "∞" en una lente Minolta.

En óptica y fotografía, el enfoque a infinito es el estado en el que una lente u otro sistema óptico forma una imagen de un objeto a una distancia infinita. Esto corresponde al punto de enfoque de rayos paralelos. La imagen se forma en el punto focal de la lente.
En sistemas simples de dos lentes, como un telescopio refractor, el objeto en el infinito forma una imagen en el punto focal de la lente del objetivo, que posteriormente se amplía con el ocular. El aumento es igual a la distancia focal de la lente del objetivo dividida por la distancia focal del ocular.
En la práctica, no todas las lentes fotográficas son capaces de lograr un enfoque infinito por diseño. Una lente utilizada con un adaptador para enfoque de primeros planos, por ejemplo, puede no ser capaz de enfocar al infinito. 
La falla del ojo humano para lograr un enfoque infinito se diagnostica como miopía. 
Todas las ópticas están sujetas a tolerancias de fabricación; incluso con una fabricación perfecta, los trenes ópticos experimentan dilatación térmica. Los mecanismos de enfoque deben adaptarse a las variaciones de las piezas; incluso los sistemas personalizados pueden tener algún medio de ajuste. Por ejemplo, los telescopios como la Mars Orbiter Camera, que nominalmente se configuran en infinito, tienen controles térmicos. Las desviaciones de su temperatura de funcionamiento se compensan activamente para evitar cambios de enfoque.